# آزنیو تاتایان
آزنیو تاتایان (ارمنی: Ազնիվ Թաթյան؛  ۱۸۶۴ – ۱۹۲۹) یک بازیگر اهل ارمنستان بود. وی بین سال‌های - تا - میلادی فعالیت می‌کرد.

## زندگی‌نامه
وی در ۱۸۶۴ در کنستانتینوپل به دنیا آمد .  وی در ۱۹۲۹ در سن ۶۵ سالگی درگذشت.